# Grammy Award du meilleur album de poésie orale
Le Grammy Award du meilleur album de poésie orale (Best Spoken Word Poetry Album) est une récompense décernée lors des cérémonies annuelles des Grammy Awards décernée à l'album de poésie orale de l'année.

## Lauréats
| Année | Artiste(s)          | Album                         |
| ----- | ------------------- | ----------------------------- |
| 2023  | J. Ivy              | The Poet Who Sat By The Door  |
| 2024  | J. Ivy              | The Light Inside              |
| 2025  | Tank and the Bangas | The Heart, The Mind, The Soul |